# 玉村町北部公園サッカー場
玉村町北部公園サッカー場（たまむらまちほくぶこうえんサッカーじょう）は、群馬県佐波郡玉村町が運営するサッカー場で、玉村町北部公園内に立地し、萩原造園土木が指定管理者として管理を行っている。2002年に完成し、群馬県少年サッカー大会の試合会場などとして使用されている。
完全にサッカーに特化した造りであり、玉村町の中心的スタジアムとして、種々の試合が行われている。

## 施設概要
- 収容人数　3000人（全席芝生席）
- 照明設備（鉄塔式8機）
- 得点板

## 周辺施設
- 休けい所
- 修景地
- バラ園
- 築山
- 子ども広場
- 噴水広場
- 砂町遺跡